# Acțiunea Populară
Acțiunea Populară a fost un partid politic din România, cu ideologie de centru-dreapta, fondat și condus de Emil Constantinescu din februarie 2001.
Pe 18 aprilie 2008 a fuzionat cu Partidul Național Liberal.
Între membrii de seamă ai formațiunii se numără Smaranda Enache, Zoe Petre, Marius Vladu și Sorin Bottez.
Acțiunea Populară este și numele unei grupări politice din Republica Moldova.